# 莫斯塔尔围城战役

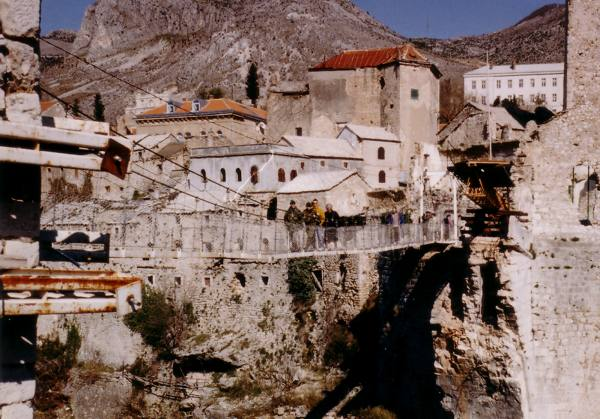
莫斯塔尔古桥在战争中被损毁，图为战后临时搭建的索桥

莫斯塔尔围城战役是波黑战争的一部分，自1992年至1993年，共持续18个月。波黑宣布从南斯拉夫独立后，最初莫斯塔尔的克罗地亚族武装克罗地亚国防委员会与波黑共和国军第四军团一同抵抗南斯拉夫人民軍，然而由于政治及种族因素的影响，冲突逐渐演变为波黑的克罗地亚族和波什尼亚克族之间的战斗，最终导致了两族裔之间的克罗地亚-波斯尼亚战争。